# Герб Намюра (міста)

Герб Намюра

Герб Намюра — герб бельгійського муніципалітету Намюр. Муніципалітет Намюра ніколи офіційно не затверджував герб, але він офіційно визнаний у використанні.

## Історія
У 12 столітті Балдуїн володів кількома областями в сучасній Бельгії. До складу цих володінь входили графства Ено, Намюр і Фландрія.  Свої володіння він розділив між синами в 1195 році. Філіп отримав Намюр і використав герб Фландрії для його печатки. Щоб уточнити, що це інша область, він помістив червону косу лінію на гербі. На початку 14 століття на голову лева поклали корону. Старий герб із похилою рискою використовувався до 1346 р. усіма наступниками Філіпа. Після Першої світової війни на гербі іноді з'являвся французький військовий хрест на шиї лева. 

## Геральдичний опис
Опис, хоч і неофіційний, звучить так:
D'or au lion de sable, armé et lampassé de gueules, couronné d'or.
Із золота з левом із черні, прибитим цвяхом і язиком із горла, увінчаним золотом.
Геральдичні кольори — золотий (жовтий) і чернь (чорний). Корона на голові лева складається з трьох листочків, так звана графська корона. Герб не має зовнішніх прикрас, таких як корона чи щитотримачі.

## Схожі герби
За історичними ознаками з гербом міста Намюр можна порівняти такі герби:

Герб графства Фландрії
Герб графства Намюр
Герб Провінції Намюр